# Winów
Winów (dodatkowa nazwa w j. niem. Winau) – część miasta Opole w województwie opolskim.
Miejscowość wraz z jej obrębem ewidencyjnym włączono do Opola 1 stycznia 2017. Przed włączeniem miejscowość była wsią w województwie opolskim, w powiecie opolskim, w gminie Prószków.
Od 1950, jako miejscowość, należała administracyjnie do województwa opolskiego.

## Położenie
Winów leży ok. 3–4 km na południe od centrum miasta, na wzgórzu, które jest najwyższym punktem widokowym w okolicy. Stare opowiadania i podania donoszą, że w czasach pogańskich było to wzgórze święte (Święty Gaj), na którym składano ofiary bogom.
Wzgórze jest pozostałością wysokiego lewego brzegu Odry, naniesionego przez spływający jej szerokim nurtem lodowiec, który pchał przed sobą zwały gruntu i kamieni. Wysokość to ok. 194 m n.p.m.

## Historia

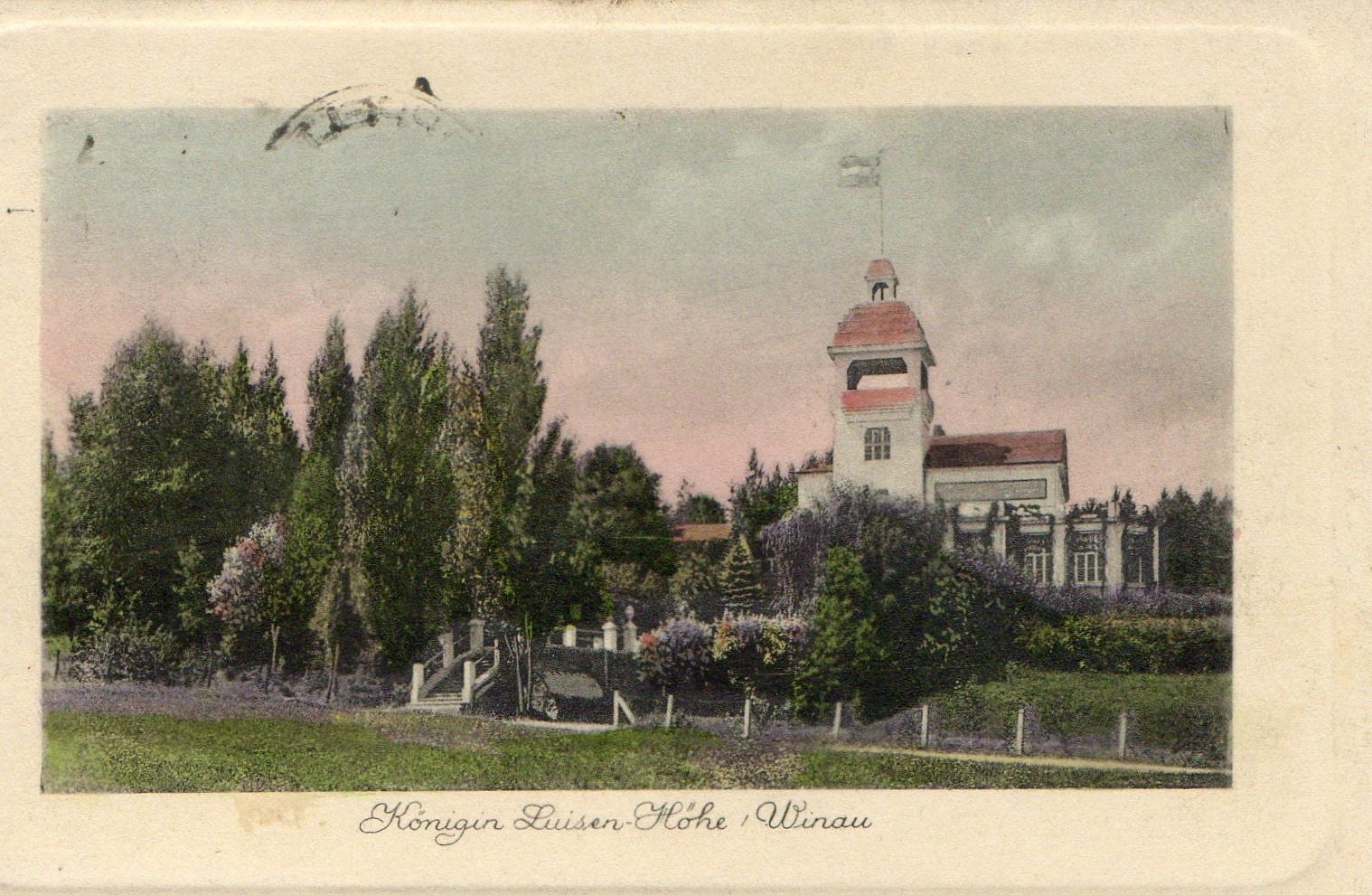
Winów 1934

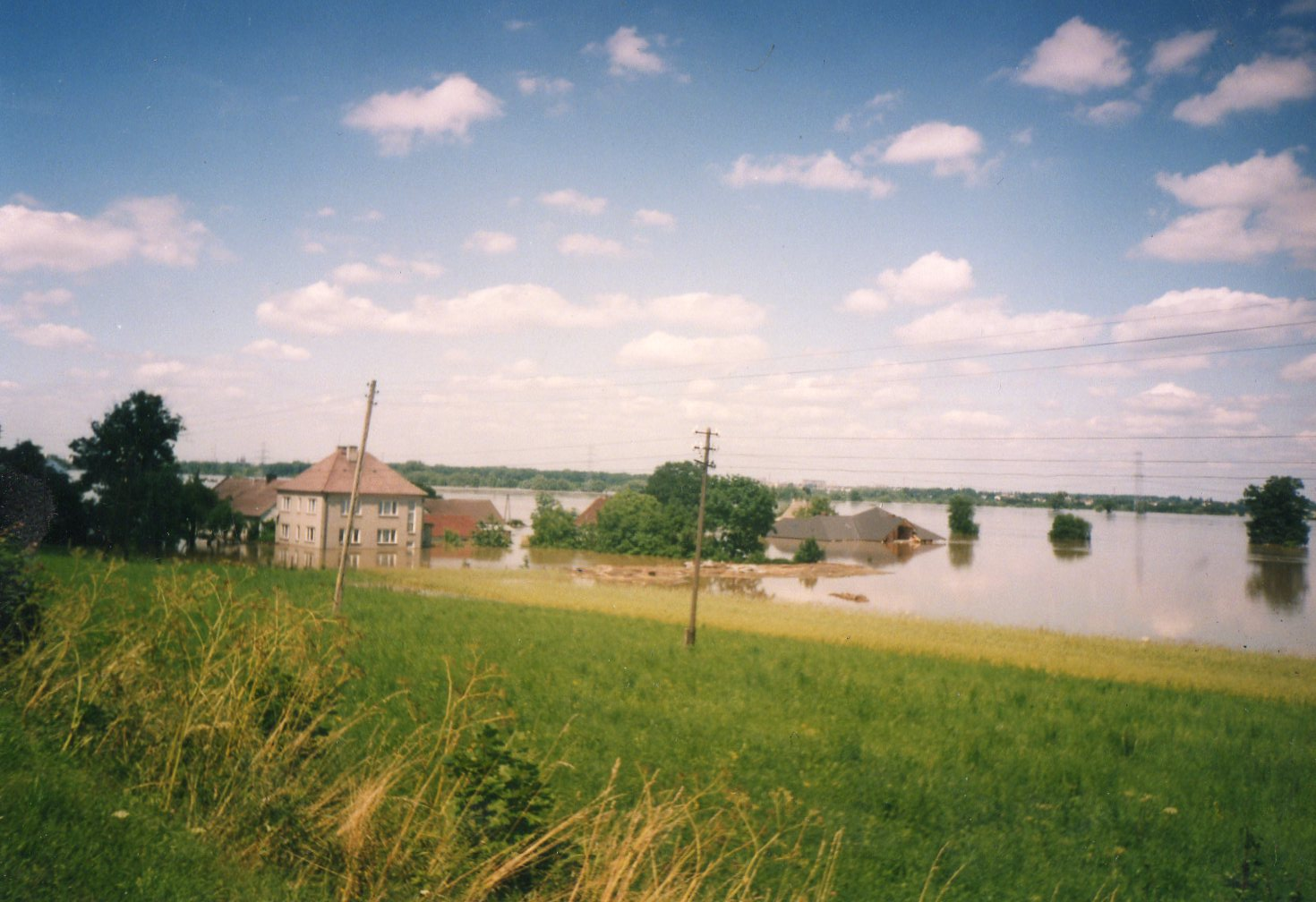
Powódź 1997 ul. Krapkowicka

Przed wojną było to miejsce wypoczynkowe dla Opola. W 1933 r. w Winowie mieszkało 415 osób, a przed wybuchem wojny liczba ludności wyniosła 615 osób. Szlak rekreacyjny zaczynał się od „wzgórza księżnej Luizy”, gdzie państwo Pietrzykowie (kiedyś współwłaściciele wyspy Bolko w Opolu) mieli swoją restaurację, park, tor saneczkowy, oraz wyciąg szybowcowy. Ciągnął się dalej w kierunku lasku na Babiej Górze. Szlaki były zadbane, jeziorko ze złotymi rybkami i kwitnącymi liliami, ukwiecone łąki. Nad porządkiem czuwał stróż parku ze strzelbą na „solone kulki” – pan Ponza. Obecnie park został bardzo zaniedbany, jest bowiem włączony w teren poligonu.

## Współczesność
W 2002 roku miejscowość przystąpiła do programu „Odnowa Wsi”. Trzy lata później wystartowała w konkursie organizowanym przez Bank Inicjatyw Społeczno-Ekonomicznych z bardzo dobrym skutkiem. Ich projekt pod nazwą „Winowskie Winnice” zyskał grant w wysokości 10 000 zł. Za te pieniądze na ponad 12 arach posadzono 300 sadzonek winogron. W następnym roku, w czasie obchodów 10-lecia współpracy Urzędu Marszałkowskiego z krajem związkowym Nadrenia Palatynat, goście z siedmiu państw posadzili tam swoje winogrona. Planowana jest budowa piwniczki winnej.
W 2006 roku miejscowość odniosła, jak do tej pory, największy sukces. W konkursie Urzędu Marszałkowskiego na „Najpiękniejszą Wieś Opolską” zajęła trzecie miejsce oraz otrzymała wyróżnienie za „najlepszy projekt odnowy wsi” pod nazwą „Winowskie Winnice”. Otrzymała również wyróżnienie w konkursie NTO pod nazwą „Róbmy Swoje”.
Budynek po byłej szkole został wyremontowany z pieniędzy miejscowego DFK oraz zebranych podczas tradycyjnego obrządku „wodzenia niedźwiedzia”.
1 stycznia 2017 miejscowość została włączona do Opola.

## Ludzie związani z Winowem
- Alojzy Liguda – duchowny katolicki, błogosławiony z grona 108 męczenników.
- Wojciech Liguda – polski działacz narodowy i społeczny, ojciec Alojzego